# Nordic Club Championships 2008-2009 (femminile)
Il Nordic Club Championships 2008-2009 è stato la 2ª edizione del torneo pallavolistico riservato alle squadre del nord Europa; iniziato con la fase a gironi a partire dal 31 ottobre 2008, si è concluso con le fasi finali di Ängelholm, in Svezia, il 1º febbraio 2009. Alla competizione hanno partecipato 12 squadre e la vittoria finale è andata per la prima volta all'LP Viesti Salo.

## Squadre partecipanti
| - Elverket VB - Engelholms - Holte - Koll - Lyngby Volley - Fortuna Odense | - Örebro - Oslo - Viesti Salo - Sollentuna - Somero - Olympic Tallinn |

## Fase a gironi

### Gironi
| Girone A                      | Girone B                                      | Girone C                                     |
| ----------------------------- | --------------------------------------------- | -------------------------------------------- |
| Holte Örebro Oslo Viesti Salo | Elverket VB Sollentuna Somero Olympic Tallinn | Engelholms Koll Lyngby Volley Fortuna Odense |